# Auteuil (Yvelines)
Auteuil és un municipi francès, situat al departament d'Yvelines i a la regió de Illa de França. L'any 2007 tenia 913 habitants.
Forma part del cantó d'Aubergenville, del districte de Rambouillet i de la Comunitat de comunes Cœur d'Yvelines.

## Demografia

### Població
El 2007 la població de fet d'Auteuil era de 913 persones. Hi havia 300 famílies, de les quals 52 eren unipersonals (20 homes vivint sols i 32 dones vivint soles), 100 parelles sense fills, 124 parelles amb fills i 24 famílies monoparentals amb fills.
La població ha evolucionat segons el següent gràfic:
Habitants censats

### Habitatges
El 2007 hi havia 333 habitatges, 311 eren l'habitatge principal de la família, 11 eren segones residències i 11 estaven desocupats. 326 eren cases i 6 eren apartaments. Dels 311 habitatges principals, 291 estaven ocupats pels seus propietaris, 13 estaven llogats i ocupats pels llogaters i 7 estaven cedits a títol gratuït; 2 tenien una cambra, 11 en tenien dues, 19 en tenien tres, 59 en tenien quatre i 220 en tenien cinc o més. 261 habitatges disposaven pel capbaix d'una plaça de pàrquing. A 102 habitatges hi havia un automòbil i a 201 n'hi havia dos o més.

### Piràmide de població
La piràmide de població per edats i sexe el 2009 era:
| Homes | Edats   | Dones |
| ----- | ------- | ----- |
| 0     | 95 o +  | 0     |
| 4     | 90 a 94 | 0     |
| 0     | 85 a 89 | 0     |
| 0     | 80 a 84 | 8     |
| 4     | 75 a 79 | 8     |
| 12    | 70 a 74 | 12    |
| 20    | 65 a 69 | 16    |
| 20    | 60 a 64 | 24    |
| 20    | 55 a 59 | 12    |
| 28    | 50 a 54 | 36    |
| 32    | 45 a 49 | 32    |
| 44    | 40 a 44 | 48    |
| 60    | 35 a 39 | 56    |
| 16    | 30 a 34 | 28    |
| 12    | 25 a 29 | 12    |
| 32    | 20 a 24 | 28    |
| 12    | 15 a 19 | 40    |
| 24    | 10 a 14 | 32    |
| 24    | 5 a 9   | 60    |
| 12    | 0 a 4   | 28    |

## Economia
El 2007 la població en edat de treballar era de 640 persones, 466 eren actives i 174 eren inactives. De les 466 persones actives 442 estaven ocupades (242 homes i 200 dones) i 24 estaven aturades (12 homes i 12 dones). De les 174 persones inactives 47 estaven jubilades, 71 estaven estudiant i 56 estaven classificades com a «altres inactius».

### Ingressos
El 2009 a Auteuil hi havia 314 unitats fiscals que integraven 860 persones, la mediana anual d'ingressos fiscals per persona era de 29.784 €.

### Activitats econòmiques
Dels 39 establiments que hi havia el 2007, 1 era d'una empresa extractiva, 9 d'empreses de construcció, 11 d'empreses de comerç i reparació d'automòbils, 4 d'empreses de transport, 2 d'empreses d'hostatgeria i restauració, 3 d'empreses d'informació i comunicació, 6 d'empreses de serveis, 1 d'una entitat de l'administració pública i 2 d'empreses classificades com a «altres activitats de serveis».
Dels 9 establiments de servei als particulars que hi havia el 2009, 1 era un paleta, 1 fusteria, 2 lampisteries, 2 electricistes, 1 empresa de construcció, 1 perruqueria i 1 veterinari.
L'any 2000 a Auteuil hi havia 6 explotacions agrícoles que ocupaven un total de 429 hectàrees.

## Equipaments sanitaris i escolars
El 2009 hi havia una escola elemental.

## Poblacions més properes
El següent diagrama mostra les poblacions més properes.